# 5つの断章 (ヴェーベルン)
5つの断章（いつつのだんしょう、Fünf Sätze für Streichquartett ）作品5は、アントン・ヴェーベルンが1909年に作曲した弦楽四重奏曲。弦楽四重奏のための5楽章とも呼ばれる。ヴェーベルンの無調時代の作品。初演は1910年2月8日にウィーンで行われ、1922年に出版された。のち、1929年に弦楽合奏のために編曲され、これは1930年に出版された。

## 構成
1. 激しい動きで（Heftig bewegt）
2. きわめて遅く（Sehr langsam）
3. きわめて活発に（Sehr bewegt）
4. きわめて遅く（Sehr langsam）
5. やさしい動きで（In zarter Bewegung）

演奏時間は全曲で約11分。